# Krzysztof Jaworski (admirał)
Krzysztof Jerzy Jaworski (ur. 5 czerwca 1966 w Gdyni) – oficer polskiej Marynarki Wojennej w stopniu wiceadmirała, magister inżynier nawigator, w latach 1994–1997 dowódca ORP „Hutnik”, w latach 2007–2010 dowódca dywizjonu Okrętów Rakietowych, w 2013 był szefem sztabu w pionie zastępcy dowódcy ds. wsparcia NATO Training Mission (NTM-A) w Afganistanie, od lipca 2015 do maja 2016 szef sztabu 8. Flotylli Obrony Wybrzeża w Świnoujściu, w latach 2016–2018 dowódca 3. Flotylli Okrętów w Gdyni. Od maja 2018 r. dowódca Centrum Operacji Morskich – Dowództwa Komponentu Morskiego. 

## Wykształcenie
Krzysztof Jerzy Jaworski urodził się 5 czerwca 1966 r. w Gdyni. W 1985 wstąpił do Wyższej Szkoły Marynarki Wojennej im. Bohaterów Westerplatte w Gdyni. Po ukończeniu studiów w 1990 uzyskał tytuł zawodowy magistra inżyniera nawigatora i otrzymał promocję oficerską na stopień wojskowy podporucznika marynarki. Ukończył kurs operacyjno-taktyczny w Akademii Marynarki Wojennej w Gdyni (1993) oraz kurs planowania operacyjnego w Akademii Wojskowej w Hadze, w Holandii (2004). W 1997 r. odbył podyplomowe studia dowódczo-sztabowe w Akademii Dowódczej Marynarki Wojennej w Newport, USA (ang. Naval Command College). Jest również absolwentem studiów podyplomowych w Akademii Marynarki Wojennej w Gdyni (2000) a w 2015 r. ukończył studia polityki obronnej na Uniwersytecie Obrony Narodowej (ang. National Defence University) w Waszyngtonie.

## Służba Wojskowa
Po ukończeniu Akademii Marynarki Wojennej w Gdyni na pierwsze stanowisko skierowany został do 2. dywizjonu Kutrów Rakietowo-Torpedowych 3 Flotylli Okrętów w Gdyni, gdzie był dowódcą działu okrętowego, a następnie zastępcą dowódcy małego okrętu rakietowego ORP „Metalowiec”. W 1994 r. został dowódcą małego okrętu rakietowego ORP „Hutnik” projektu 1241RE. Następnie do 2001 roku zajmował stanowiska w sztabie 32. dywizjonu Okrętów Rakietowych, przekształconego w 1998 r. z 2. dywizjonu Kutrów Rakietowo-Torpedowych: oficera flagowego i zastępcy dowódcy dywizjonu-szefa sztabu. Kolejne stanowiska to szef Sekcji Operacyjnej w Sztabie 3. Flotylli Okrętów i starszy specjalista Oddziału Operacyjnego Zarządu Operacji Morskich N-3 Sztabu MW. W marcu 2007 roku objął stanowisko dowódcy dywizjonu Okrętów Rakietowych. W 2010 roku został skierowany do służby w Zespole Asystenta Szefa Sztabu Generalnego ds. Marynarki Wojennej w Sztabie Generalnym WP w Warszawie. Dwa lata później, w 2012 roku, wrócił do Gdyni, na stanowisko Szefa Oddziału Szkolenia Dowództw i Ćwiczeń w Dowództwie Marynarki Wojennej. W 2013 roku pełnił obowiązki na stanowisku szefa sztabu w pionie zastępcy dowódcy ds. wsparcia NATO Training Mission (NTM-A) w Afganistanie. Po powrocie z misji rozpoczął służbę w Zarządzie Uzbrojenia Inspektoratu MW Dowództwa Generalnego RSZ, po czym, w czerwcu 2014 roku, skierowany został na podyplomowe studia polityki obronnej w Narodowym Uniwersytecie Obrony w Waszyngtonie (USA). Po ukończeniu studiów, w sierpniu 2015 roku, objął obowiązki szefa Sztabu 8. Flotylli Obrony Wybrzeża w Świnoujściu. Decyzją Ministra Obrony Narodowej, z dnia 2 maja 2016 roku, został wyznaczony na stanowisko dowódcy 3. Flotylli Okrętów w Gdyni. 29 listopada 2016 roku, na pokładzie historycznego niszczyciela ORP Błyskawica, z rąk prezydenta RP Andrzeja Dudy odebrał nominację na stopień kontradmirała. Decyzją Ministra Obrony Narodowej z dnia 25 kwietnia 2018 roku został wyznaczony na stanowisko dowódcy Centrum Operacji Morskich – Dowództwa Komponentu Morskiego. 1 sierpnia 2018 został mianowany przez prezydenta RP Andrzeja Dudę na stopień wiceadmirała. Akt mianowania odebrał 15 sierpnia 2018.

## Awanse
Awansował kolejno na stopnie oficerskie:
- podporucznika marynarki – 1989
- porucznika marynarki – 1992
- kapitan marynarki – 1996
- komandor podporucznik – 2001
- komandor porucznik – 2004
- komandor – 2007
- kontradmirał – 29 listopada 2016[11]
- wiceadmirał – 1 sierpnia 2018[12]

## Odznaczenia
- Brązowy Krzyż Zasługi – 2003
- Morski Krzyż Zasługi – 2019[13]
- Złoty Medal „Za zasługi dla obronności kraju” – 2009
- Srebrny Medal „Za zasługi dla obronności kraju” – 2009
- Gwiazda Afganistanu – dwukrotnie 2013 i 2014
- Złoty Medal „Siły Zbrojne w Służbie Ojczyzny” – 2014
- Odznaka honorowa „Dowódcy Okrętu Marynarki Wojennej”
- Odznaka okolicznościowa Marynarza Jednostek Pływających II Klasy (Srebrna)
- Odznaka pamiątkowa COM-DKM
- Odznaka pamiątkowa SG WP
- Odznaka absolwenta AMW
- Medal „Pro Patria” – 2016[14]
- Odznaka absolwenta Naval War College – Stany Zjednoczone
- Medal NATO za misję ISAF – 2013